# 海庫階梯
21°23′44″N 157°49′26″W / 21.3956°N 157.824°W
海庫階梯（英語：Haiku Stairs）是一条曾位於美国夏威夷瓦胡岛的陡峭健行步道，由於部分路段幾乎垂直地面，又被稱為「通往天堂的阶梯」。這條步道通往Koʻolau Range山頂，從山頂可以俯瞰珍珠港以及整個瓦胡島東面。二战时期美國海軍為了在科奧勞山山頂設立無線電天線而建立了這條步道。1950年代，該無線電收發站退役後轉由美國海岸防衛隊管理並且整修了步道。
1980年代因為有數個影劇作品在海庫階梯取景，使得它的知名度大幅上升，但觀光客的增加也帶來維護上的困難。海岸防衛隊在1987年因維護不易而以安全理由停止對民眾開放海庫階梯。當地政府在2005年重新整修步道，但並未重新對外開放。目前海庫階梯由檀香山政府與擁有附近土地的供水公司管理，供水公司在入口處設有警衛。雖然觀光客仍然熱衷挑戰這條路線，但海庫階梯並不正式對外開放，非法進入可能被罰款或逮捕。步道的名稱來自步道的入口Haiku Valley。雖然海庫的發音與俳句的日語發音相似，但其來源並不是日語，而是當地語言對Grevillea banksii的稱呼。
由於近年來遊客擅自進入及其他破壞行為日益嚴重，檀香山市供水局等相關單位於2021年經投票表決後，決定拆除該步道。拆除工程隨後於2024年4月正式展開。

## 建立與歷史
在珍珠港事件之後，美國海軍認為需要增加在太平洋的無線電通訊設備數量，因此派遣海軍上尉黑德里·莫里斯（英語：Hedley Morris）到瓦胡島尋找新設無線電收發站的地點。莫里斯上尉選擇了Haiku Valley，美國印太司令部很快便同意。美軍於1942年開始在此秘密興建海庫無線電收發站。由於天線需要設在高處，海軍決定讓天線橫跨環繞海庫谷地的科奧勞山區，連接距離2.4公里的兩座山峰。為了在山脊上建立天線，海軍派出攀岩隊進入科奧勞山區尋找適合登山的路線，並在1943年興建了一條上山單程需要超過三小時的木製階梯。海庫無線電收發站在1943年啟用，它配備了高功率的Alexanderson alternator來發送訊號給太平洋上的海軍艦艇。
第二次世界大戰結束後，海庫無線電收發站在1950年代退役，海岸防衛隊將它改裝成Omega (navigation system)並整修了海庫階梯，把原先的木製階梯換成3,922級的金屬階梯。1975年，海岸防衛隊開放遊客進入海庫階梯，海庫階梯成為當地熱門熱門的健行路線之一。1980年代，夏威夷神探等影劇作品前來海庫階梯取景，因此它的知名度更進一步上升，並帶來了大量的觀光客。1981年的Honolulu Star-Bulletin以《上頭越來越擠啦！（It's getting crowded on the top!）》為題，報導當時海岸防衛隊在週末動輒收到二百份攀登申請的盛況。隨著知名度的提升，遊客留下的垃圾與對附近居民的干擾開始形成問題，在遊客數量大增的狀況下，不時出現的破壞行為帶來的安全隱憂也越益嚴重，在破壞行為日漸嚴重的狀況下，海岸防衛隊在1987年一次嚴重的破壞後決定關閉海庫階梯。
海庫階梯關閉後不久，數位當地居民組成海庫階梯之友，致力於推動海庫階梯的重新開放。另一方面，擁有海庫階梯附近土地產權的當地供水公司則主張應該以安全理由將海庫階梯拆除。2005年，當地政府與供水公司共同修復了海庫階梯，但仍然沒有對外開放。為了減少非法入侵與可能的意外責任問題，供水公司聘用警衛在攀登入口勸阻遊客，並要求堅持要進入的遊客必須投保理賠額在一百萬美元以上的保險，並簽署切結書放棄因事故向供水公司求償的權利。
雖然政府、產權人以及民眾對海庫階梯的未來沒有共識，許多遊客還是無視於海庫階梯不對外開放的規定持續造訪，2014年當地警方共逮捕了六名遊客，並開出一百三十五張違法入侵罰單。2015年2月，海庫階梯在大雨後的山崩受損，供水公司希望將海庫階梯拆除或由其他單位接管，而支持海庫階梯觀光的市政府表示將負責修復海庫階梯。2017年，供水公司調查居民對海庫階梯去留的意見時有大量支持海庫階梯保留的意見在截止日前湧入，據該公司發言人說法，該公司收到的意見約有70 %希望能夠保留海庫階梯。對於調查的結果，海庫階梯之友會長表示滿意並呼籲該公司應尊重民意。雖然在2017年的意見調查中，多數表態民眾支持保留海庫階梯並開放觀光，但民眾對於管理上的意見並不一致，部分民眾提出應該限制攀登的人數，也有民眾認為應該對每個遊客收取50到100美元的入山費，以支付維護經費並幫助社區發展。

由海庫階梯的頂端俯瞰卡內奧赫灣

### 拆除
2020年，檀香山市供水局（Board of Water Supply）發佈了《環境影響報告》，評估多項替代方案。該過程透過小組與公開會議，廣泛蒐集來自各機構、地主、社區組織與個人的意見。報告估計拆除樓梯的費用可能高達100萬美元。同年4月27日，供水局一致通過決議，將海庫樓梯（Haʻikū Stairs）移交給市政府，原因是樓梯成為該局的責任風險，且不符合其機構使命。市府擁有18個月的時間接管，否則樓梯將被拆除。市府原先預期將此步道作為收費景點經營。
市政府後於2020年7月1日正式接管海庫樓梯。然而，考量到重大責任與維護成本，以及對附近居民生活品質的影響，市議會於2021年9月一致通過第21-154號無約束力決議，敦促市長拆除樓梯。當時預算中的拆除費用已增至130萬美元。海庫階梯之友則向外界發表聲明，表示反對對該階梯進行拆除，聲稱已有計畫能以不花費公帑的方式，管理安全開放與防止非法進入。然而，市長表示拆除計畫仍將繼續，因為高使用率的觀光景點不應該設於進出皆經住宅區、且無法容納停車等必要設施的地點。
市府於2024年4月宣布，耗資近260萬美元的拆除工程將於月底啟動。拆除合約由Nakoa Companies, Inc.得標。截至2024年4月16日，市府正式宣布樓梯將被拆除。檀香山市長瑞克·布朗賈迪表示：「我可以保證這不是一項草率的決定。」施工團隊透過拆除部分樓梯段，並以直升機吊離現場，警方亦對試圖進入施工區的民眾開出罰單。

## 事件
2012年8月，唐提基（Don Tiki）表演團體的歌手兼喜劇演員弗里茲·哈森普施（Fritz Hasenpusch）於攀登海庫樓梯時因心臟病發作去世。然而，從未有因樓梯本身發生事故而導致的重大傷亡。
多年來也曾發生數起輕傷事件。2021至2022年間，經由較長且困難的莫阿納魯亞脊線（Moanalua Ridge）意圖登上樓梯頂端的登山客受傷與被救援事件有所增加。多數受困者是在接近海庫樓梯頂端時獲救，而非在樓梯本體發生意外。
樓梯被拆除後，2024年8月底至9月初，又有14人因進入樓梯區域而被逮捕。所有人皆被控以非法入侵罪，屬輕罪，最高可處30天監禁。其中8人是在9月3日被捕，雖然尚不清楚他們是否屬同一團體。

## 外部連結

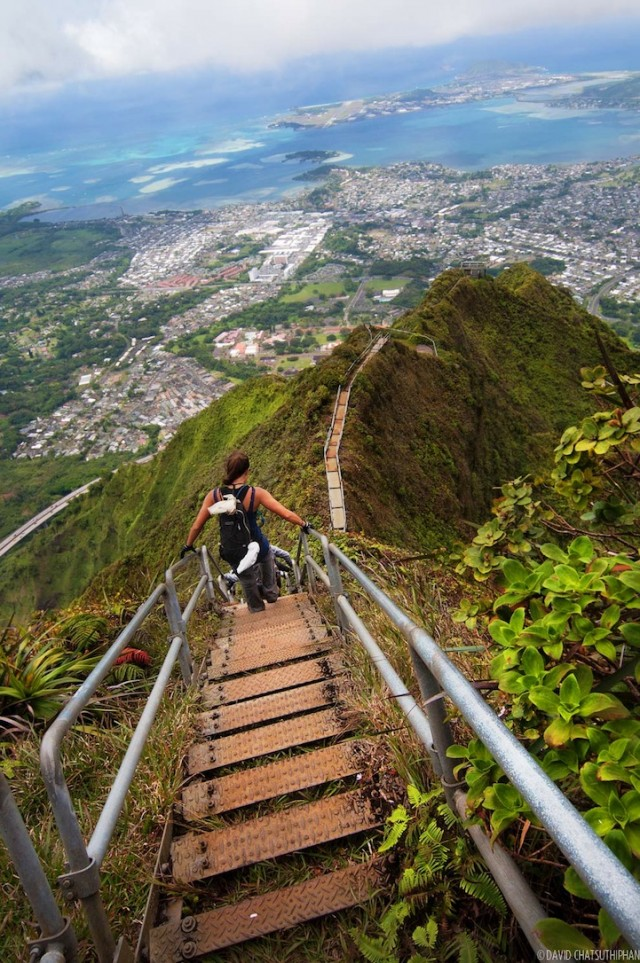
海庫階梯（攝於2014年1月）

- Video segment on the history & future of the Haiku Stairs （页面存档备份，存于）, Spectrum News 1